# Poa faberi
Poa faberi är en gräsart som beskrevs av Alfred Barton Rendle. Poa faberi ingår i släktet gröen, och familjen gräs. Inga underarter finns listade i Catalogue of Life.